# Alberto Cruz Covarrubias
Carlos Alberto Cruz Covarrubias (Santiago de Chile, 7 de enero de 1917 – 24 de septiembre de 2013) fue un arquitecto, artista, docente y teórico de la arquitectura. 
En reconocimiento a su aporte a la disciplina, el año 1975 recibió el Premio Nacional de Arquitectura. Dejó como legado una nueva forma de entender y enseñar la arquitectura en Chile, repercutiendo de distintas maneras en el resto del continente americano y el resto del mundo.

## Datos Biográficos

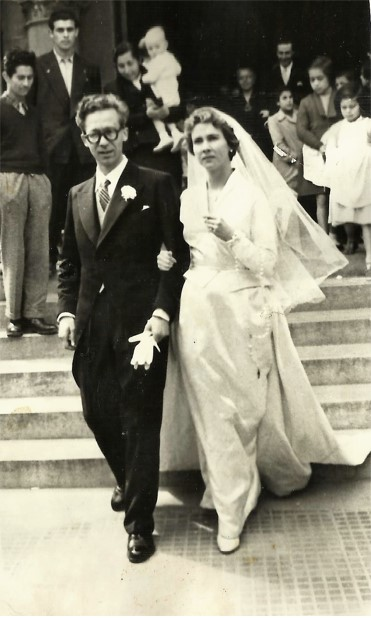
Matrimonio de Alberto Cruz y Olga Somavía, 1955

Hijo de Nicolás Cruz Correa y Sara Covarrubias Pardo. Tuvo cuatro hermanos: Fernando, José, Alicia y Magdalena Cruz Covarrubias. 
Cursó sus estudios escolares en el Liceo Alemán de Santiago y en el año 1934 ingresó a estudiar arquitectura a la Facultad de Arquitectura de la Pontificia Universidad Católica de Chile, obteniendo su título profesional en 1939.

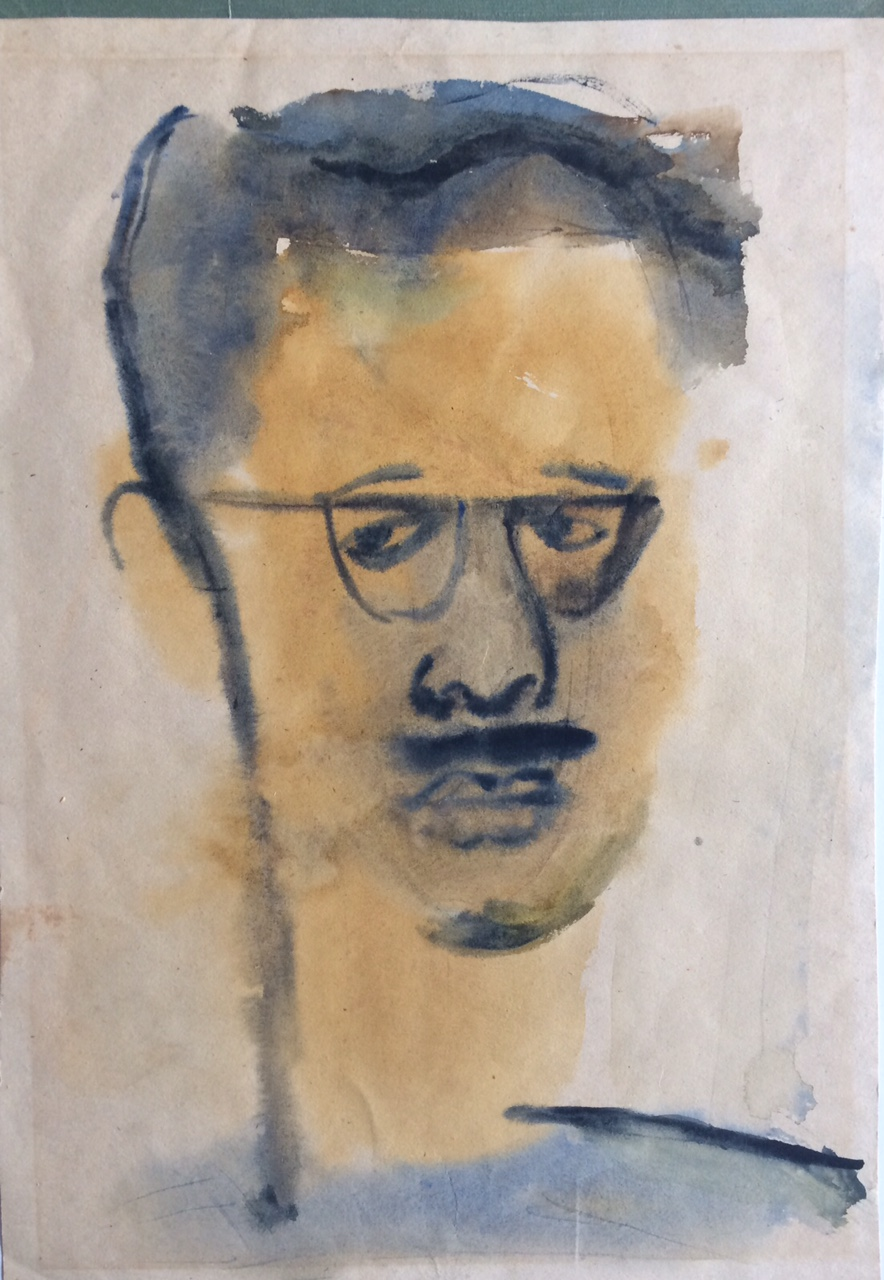
Autorretrato en acuarela, año 1936

En 1952 se traslada a vivir a Viña del Mar, donde conoce a Olga Somavía Dittborn, con quien contrajo matrimonio el 11 de septiembre de 1955, en la Parroquia San Benito ubicada en Chorrillos, Viña del Mar. Tuvieron tres hijos: Alberto, María Olga y Hernán. 
Vivió en Viña del Mar hasta 2005, año en que vuelve a vivir a Santiago, junto a su esposa. Murió a los 96 años de edad, el 24 de septiembre de 2013. Hasta la fecha de su muerte viajó a Valparaíso todos los días miércoles para dictar el curso Taller de América en la Escuela de Arquitectura y Diseño de la Pontificia Universidad Católica de Valparaíso.

## Trayectoria profesional
Al momento de egresar de la carrera de arquitectura, en 1939, trabajaba en asociación con los arquitectos Jorge Elton y Fernando López, realizando encargos para el diseño de viviendas en diferentes lugares de Chile y desde el año 1942 comenzó a desempeñarse como profesor ayudante del Taller de Composición Decorativa en la Facultad de Arquitectura de la PUC. Junto al arquitecto Alberto Piwonka modificaron la metodología de este taller, dando origen, posteriormente, al Curso del Espacio. El fundamento de este curso y su desarrollo van a incidir directamente en la modificación del tipo clásico de enseñanza impartida por la Facultad.
Entre los años 1948 y 1949 viaja por Europa, estudiando y observando las corrientes modernas de arte y arquitectura. A su regreso participa activamente, junto a Alberto Piwonka, Sergio Larraín García Moreno y otros profesores, en la reestructuración total de los planes de estudios de la Facultad de Arquitectura de la Pontificia Universidad Católica de Chile. El mismo año 1949 es nombrado profesor titular de Taller Arquitectónico.
El año 1950 Alberto Cruz C. conoció al poeta Godofredo Iommi. Ambos trabajaban en la misma agencia de publicidad para distintas áreas y proyectos. La amistad vino inmediatamente y juntos formaron un grupo de trabajo compuesto por arquitectos y artistas. Con ellos inicia una serie de estudios teóricos sobre arquitectura y se formula el concepto de "Observación arquitectónica" (conjunto de dibujos y textos tomados directamente del acontecer de la ciudad). Al año siguiente, es llamado por el entonces rector de la Universidad Católica de Valparaíso, Jorge Gonzalez Förster, para hacerse cargo de un taller en la Facultad de Arquitectura y Urbanismo de esa casa de estudios. El grupo de arquitectos y artistas ve, en esta invitación, una oportunidad para instaurar una nueva orientación en la enseñanza de la arquitectura, de manera más radical a como se había venido gestando desde los tiempos en que Cruz C., se desempeñaba como profesor del Taller de Composición Decorativa.
Cruz C. propone la creación de un Instituto de Arquitectura, integrado por el grupo inicialmente formado en Santiago, y la puesta en marcha de un plan de estudios original. La propuesta es aceptada desde Viña del Mar y al comenzar el año académico de 1952, Alberto Cruz C. y Godofredo Iommi, junto a Francisco Méndez Labbé, Miguel Eyquem Astorga, Jaime Bellalta Bravo y otros que aún no se habían titulado, como Fabio Cruz Prieto, Arturo Baeza Donoso y José Vial Armstrong se trasladan a Valparaíso para integrarse a la Facultad de Arquitectura y Urbanismo de la UCV. Dos años más tarde se une a ellos el escultor argentino Claudio Girola. Consolidaron el Instituto de Arquitectura, como un espacio de investigación y reflexión para la creación arquitectónica, además de ser el que orienta la enseñanza de la Facultad y se hace cargo de su docencia.
En 1954, ya en plenas actividades docentes dentro de la Escuela y el Instituto de Arquitectura, se publican dos trabajos de Cruz C.: Estudio urbanístico para una población obrera en Achupallas y Proyecto para una capilla en el fundo Los Pajaritos. Ambos fueron publicados en el primer número de Anales de la Universidad Católica de Valparaíso y adquirieron el carácter de manifiesto arquitectónico del Instituto de Arquitectura. Un año más tarde, Alberto Cruz viaja a Buenos Aires junto a los miembros del Instituto para exponer sus fundamentos, métodos y realizaciones arquitectónicas en la Facultad de Arquitectura de la Universidad de Buenos Aires.     
En el período que transcurre de 1956 a 1964 algunos miembros del Instituto de Arquitectura y entonces profesores de la Escuela de Arquitectura de la UCV se radican en Europa (algunos en París y otros en Londres), manteniendo permanente contacto con Valparaíso y desarrollando relaciones y actividades  con grupos artísticos, intelectuales y profesionales. El año 1959, Cruz también viaja, reencontrándose con parte de su grupo. De este intercambio nacen importantes hitos para la Escuela y el Instituto, como lo fueron la Phalene y la formulación de Amereida. Este mismo año, la Escuela de Arquitectura participará en la Primera Conferencia Latinoamericana de Facultades de Arquitectura, donde Cruz expone la visión de la Escuela , junto a los planes de estudio y los proyectos de los alumnos.     
Entre los años 1960 y 1963, participa activamente de la reconstrucción de las iglesias del sur de Chile, afectadas por el terremoto de 1960. Se realiza un catastro e informe de daños de 100 edificios afectados en las ciudades Concepción, Valdivia y Osorno.    
En 1964 los miembros del Instituto de Arquitectura que vivían en Europa regresan a Valparaíso y bajo la dirección de Cruz Covarrubias se comienzan a organizar, anualmente, cursos de grabado, diseño gráfico y diseño industrial, entre otros, con profesores invitados; así como seminarios sobre textos poéticos y filosóficos, a cargo del profesor Francois Fédier.
El año siguiente marca un profundo hito para la Escuela y el Instituto: en julio de 1965 se da inicio a la Travesía de Amereida. Los poetas Jonathan Boulting, Michel Deguy, Godofredo Iommi y Edison Simons; los arquitectos Alberto Cruz y Fabio Cruz; los escultores Claudio Girola y Henry Tronquoy; el filósofo François Fédier y el pintor Jorge Pérez Román viajan desde Tierra del Fuego con destino a Santa Cruz de la Sierra, en Bolivia, siguiendo la proyección sur-norte de la Cruz del Sur sobre el continente. Durante el viaje, realizaron actos poéticos, conferencias, intervenciones artísticas y signos escultóricos. Durante un mes y medio alcanzaron a atravesar la Patagonia, la Pampa, el Norte y Chaco argentino y una parte del Chaco boliviano. Dadas las circunstancias políticas sociales de la época, no pudieron llegar a su destino, Santa Cruz de la Sierra, nombrada centro y capital poética de América.
Este viaje geo-poético se proponía como una experiencia que, guiada por la poesía y la acción, iba a preguntarse por el sentido de América, su destino y su lugar en el mundo, desde su Mar Interior, que permanecía despoblado, para así entregarle su Propio Norte .La Travesía de Amereida dio lugar a obras que hoy en día son reconocidas nacional e internacionalmente por su originalidad, tales como el poema de Amereida, la Ciudad Abierta, y las travesías de la Escuela de Arquitectura y Diseño de la Universidad Católica de Valparaíso (cita libro la invención de un mar).
A partir de 1966 participa activamente en la elaboración y fundamentos de un nuevo plan de estudios para la Escuela de Arquitectura dando pie, al año siguiente, al movimiento universitario que persigue la renovación de la Universidad Católica de Valparaíso. A partir de este movimiento nacen los Institutos de Arte, Matemáticas, Ciencias Básicas y Lenguas. Alberto Cruz C. es nombrado director del Instituto de Arte, que depende de la Facultad de Arquitectura y Urbanismo.  
El año 1968 participa en la realización, junto a otros arquitectos de la Escuela de Valparaíso, del proyecto de urbanismo Avenida del Mar. La propuesta genera un importante debate público respecto del impacto de las soluciones urbanas para la ciudad. Cruz C. viaja a Buenos Aires y Río de Janeiro para presentar el proyecto Avenida del Mar a los arquitectos argentinos Amancio Williams, Jorge Ferrari Hardoy y Clorindo Testa, y a los brasileños Oscar Niemeyer, Segio Bernardes y Lúcio Costa.
A fines de 1968 se embarca en un nuevo viaje. Junto al poeta Edison Simons recorrió la costa del océano Pacífico con destino final a Vancouver, deteniéndose en ciudades de Perú, Bolivia, Colombia, Panamá, México, Estados Unidos y Canadá. Van proclamando y exponiendo los fundamentos de la Travesía Amereida.
Alberto Cruz C. participa activamente en la fundación de la Ciudad Abierta, emplazada sobre las dunas de Ritoque, al norte de Valparaíso. Ella surge de la necesidad de los miembros de la Escuela y el Instituto de Arquitectura, de contar con un espacio para desarrollar el proyecto de aunar vida, trabajo y estudio a partir del encuentro entre la poesía y los oficios, bajo los fundamentos de Amereida. Su fundación en 1970 marca un hito y en ella participaron poetas, arquitectos, diseñadores, escultores y filósofos. Hasta hoy funciona como un campo de experimentación arquitectónica y artística, donde se desarrollan obras de arquitectura, proyectos artísticos, actos poéticos y trabajos de investigación.
Los alumnos de la Escuela de Arquitectura y Diseño de la PUCV participan activamente de la vida de la Ciudad Abierta, ya que en ella se imparten los Talleres de Obra, Taller de Prototipos y Cultura del Cuerpo. Los alumnos de primer año asisten al curso Taller de Amereida. Hay extensos trabajos de investigación que abordan la fundación de la Ciudad Abierta y el rol de Alberto Cruz C., entre ellos La Ciudad Abierta y The road that is not a road.
En 1975, Alberto Cruz Covarrubias recibe el Premio Nacional de Arquitectura, otorgado por el Colegio de Arquitectos de Chile, como un reconocimiento público a una vida dedicada a la arquitectura y su enseñanza. En una parte del discurso, el entonces presidente de la delegación del Colegio de Arquitectos de Valparaíso se refirió a Cruz C. como: "Arquitecto que a creado su propio ámbito, en una visión poética del mundo. Maestro capaz de revelar la sensibilidad propia de cada uno de sus discípulos, internándolos en sus propios conocimientos; sacándolos de pseudas confusiones y divagaciones; entregándoles armas para hacer reales pasos hacia la arquitectura y no meros ejercicios pedagógicos; dándole una visión que pueda comparecer con fuerza el poder creativo del arquitecto; despertando capacidades plásticas; insertando el pequeño mundo de cada uno, en el mundo cultural contemporáneo; enseñando a ´leer en la vida que vivimos todos los días, la realidad profunda de vivir´ y buscar la forma de 'levantar las obras que ese vivir pide para nuestros días´, de estas palabras podemos responder muchos de los que estamos aquí".
Entre los años 1984 y 1987 se desempeña como decano de la Facultad de Arquitectura y Urbanismo de la Universidad Católica de Valparaíso, siendo reelegido para el próximo período, manteniéndose en el cargo hasta año 1990. Durante todo este tiempo Cruz C. también formó parte de diversas Travesías que se realizaron por el continente americano. El año 1993 recibe el grado de doctor honoris causa por la UCV.
Durante las siguientes décadas y hasta la fecha de su muerte, en septiembre de 2013, Cruz Covarrubias ininterrumpidamente impartió clases y talleres y participó como miembro activo de la Ciudad abierta. Su concepto de la arquitectura, la observación, la poesía y sus fundamentos para la docencia, quedaron plasmados en varias publicaciones que desarrolló durante esta época, entre las más relevantes: Amereida - Palladio, Carta a los arquitectos europeos (en colaboración con el arquitecto Bruno Barla), Don -Arquitectura y El acto arquitectónico.

## Proyectos
- Proyecto para una Capilla en el Fundo Los Pajaritos, 1954
- Estudio Urbanístico para una Población Obrera en Achupallas, 1954
- Iglesia Santa Clara, La Cisterna, 1960
- Sala de Música en Ciudad Abierta, 1971
- Casa para los gerentes de Olivetti S.A. en Lo Curro, Santiago, 1973
- Reconstrucción Parroquia de Corral, 1982
- Palacio del Alba y del Ocaso en Ciudad Abierta, 1982.

## Reconocimientos
- Premio Nacional de Arquitectura, Chile, 1975
- Doctor honoris causa, Universidad Católica de Valparaíso, Chile,1993
- Profesor Distinguido, Universidad Católica de Valparaíso, Chile, 1996
- Ciudadano Ilustre de la Ciudad de Valparaíso, Chile, 2004
- Medalla Bicentenario, Valparaíso, 2010
- Premio a la Trayectoria Académica, Asociación de Oficinas de Arquitectos (AOA), Santiago de Chile, 2011
- Distinción Fides et Labor al Mérito Académico, Pontificia Universidad Católica de Valparaíso, Chile, 2016 (póstumo)

## Publicaciones
- Composición Pre Arquitectónica, Revista Plinto No. 1, 1947
- Curso de Composición Pura, Revista Arquitectura y Construcción No. 16, 1949
- Improvisación del señor Alberto Cruz C., 1959
- Documento de las Iglesias del Sur, 1964
- Una crisis en el Consejo de Arquitectos 1963 - 1964
- Amereida, Vol. 1, Editorial Cooperativa Lambda, 1967
- Viaje a Vancouver, Revista Amereida No. 1, 1969
- Ida donde Larrea, Ediciones TIG, 1971
- Exposición 20 años Escuela de Arquitectura UCV, Ediciones EAD, 1972
- Un trazo de veinte años por la arquitectura. Recorrido por el Instituto de Arquitectura y más tarde por la Escuela de Arquitectura de la UCV, 1972.
- Discurso para el Premio Nacional de Arquitectura, 1975
- Pensamiento de la Escuela de Arquitectura de la UCV respecto a los terrenos del Valparaíso Sporting Club de Viña del Mar, Ediciones TIG, 1980
- Forma y Figura en la Arquitectural, Ediciones TIG, 1982
- Cuatro Talleres de América, UCV Instituto de Arte, 1982
- Estudio acerca de la Observación en la Arquitectura, UCV Instituto de Arte, 1983
- De la Utopía al Espejismo, Revista Universitaria No. 9, 1983
- Diez separatas del libro no escrito, Ediciones TIG, 1985
- Amereida, Vol. 2, Ediciones TIG, 1986
- Monumento Athenea, 1987
- Proyecto Monasterio Benedictino, 1988
- Athenea. Presentación de la obra a la ciudad. 1990
- Amereida. Poesía y Arquitectura. Ediciones ARQ, 1992
- Exposición 40 años de la Escuela de Arquitectura UCV, Revista CA, 1993
- Un diálogo entre arquitectura y poesía, Diario La Época, 1993
- Discurso al recibir el grado de Doctor Honoris Causa, 1993
- Construcción de la perseverancia fiel, Multicanal No. 8, 1993
- Entre la observación y la ofrenda, Revista CA, 1993
- Cooperativa Amereida, Chile, Revista Zodiac No. 8, 1993
- De las relaciones entre estudiosos, Ediciones TIG, 1995
- Don - Arquitectura, Ediciones ARQ, 2002
- Instante Segundo, Ediciones TIG, 2002
- Música de las Matemáticas, Ediciones TIG, 2002
- Santidad de la Obra, Ediciones TIG, 2002
- Amereida - Palladio. Carta a los arquitectos europeos. Ediciones Universitarias de Valparaíso, 2004
- El acto arquitectónico, Ediciones Universitarias de Valparaíso, 2010